# Robert Quenneville
Robert Quenneville, né le 2 avril 1921 à Kénogami et mort le 30 novembre 1989 à Joliette, est un médecin et un homme politique québécois.
Il est député de Joliette à l'Assemblée nationale du Québec puis de Joliette-Montcalm pour le Parti libéral de 1970 à 1976.